# Liste des maires de Fort-de-France
Cet article dresse une liste par ordre de mandat des maires de Fort-de-France.

## L'hôtel de ville

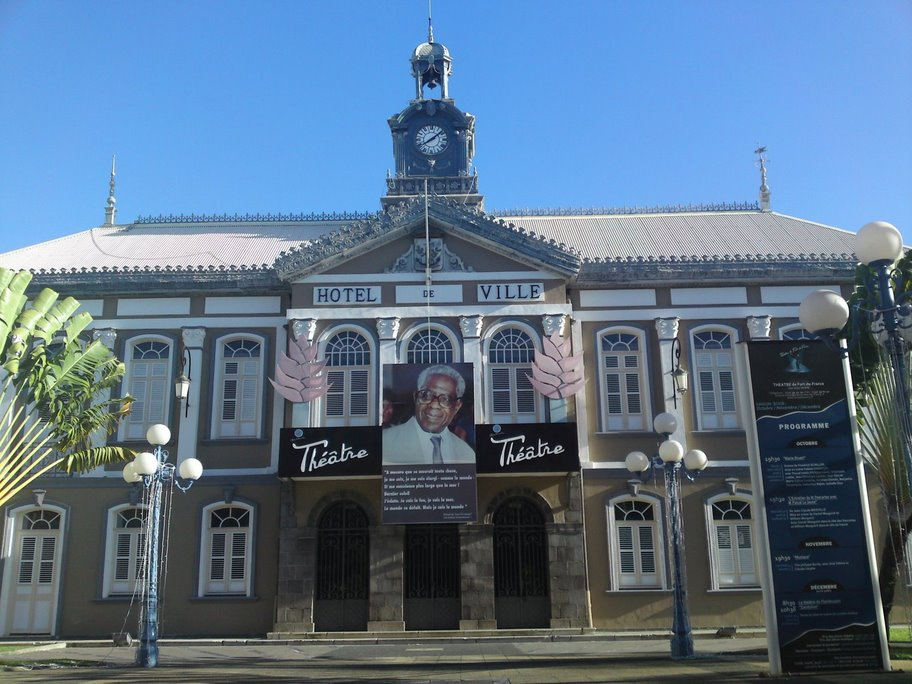
L'ancien hôtel de ville de Fort-de-France.

Depuis 1970, l'hôtel de ville de Fort-de-France est sis au Boulevard du Général de Gaulle et accueille l'ensemble des services administratifs de la commune.
Avant cette date, ce dernier était situé au 116 rue Victor-Sévère. 
Inauguré en septembre 1901 et agrandi en 1912, il accueillit une annexe dans laquelle s'installa le théâtre municipal. Après le transfert des services communaux dans un bâtiment plus grand et plus fonctionnel, l'ancienne mairie devient un lieu culturel où se déroulent des expositions et des spectacles. En septembre 2009, il a été rebaptisé théâtre Aimé Césaire en hommage à celui qui fut le maire de la commune de 1945 à 2001.
Par ailleurs, l'édifice est inscrit au titre des Monuments historiques depuis 1979.

## Liste des maires

### Entre 1837 et 1945
| Période                                  | Période | Identité                                               | Étiquette       | Qualité            |
| ---------------------------------------- | ------- | ------------------------------------------------------ | --------------- | ------------------ |
| 1837                                     | 1840    | Charles Elie Dominique de Leyritz                      | ...             | ...                |
| 1840                                     | 1843    | Auguste Lemaire                                        | ...             | ...                |
| 1843                                     | 1844    | Jacques Reboul                                         | ...             | ...                |
| 1844                                     | 1846    | André Pichevin                                         | ...             | ...                |
| 1846                                     | 1848    | Alexandre Reboul                                       | ...             | ...                |
| 1848                                     | 1849    | Louis Antoine Dorn                                     | ...             | ...                |
| 1849                                     | 1851    | Émilien Desproges                                      | ...             | ...                |
| 1851                                     | 1859    | Blaise Catel                                           | ...             | ...                |
| 1859                                     | 1864    | Étienne Didier                                         | ...             | ...                |
| 1864                                     | 1866    | Eugène Ruelle                                          | ...             | ...                |
| 1866                                     | 1867    | François Marc Godissart                                | ...             | ...                |
| 1867                                     | 1871    | Eugène Ruelle                                          | ...             | ...                |
| 1871                                     | 1873    | François Marc Godissart                                | Républicain     | ...                |
| 1873                                     | 1875    | Joseph Bally                                           | ...             | ...                |
| 1875                                     | 1875    | Gustave Peux-Duvallon                                  | ...             | ...                |
| 1875                                     | 1877    | François Marc Godissart                                | Républicain     | Député             |
| 1877                                     | 1878    | Arthur Husson                                          | ...             | ...                |
| 1878                                     | 1879    | Paulin Audemar                                         | ...             | ...                |
| 1879                                     | 1880    | Jean Leclere                                           | ...             | ...                |
| 1880                                     | 1881    | Georges Cidelle                                        | ...             | ...                |
| 1881                                     | 1883    | Théodore Merlin                                        | ...             | ...                |
| 1883                                     | 1888    | Jules Fanfan                                           | ...             | ...                |
| 1888                                     | 1896    | Osman Duquesnay                                        | Républicain     | Conseiller général |
| 1896                                     | 1900    | Henri Audemar                                          | ...             | ...                |
| 1900                                     | 1907    | Victor Sévère                                          | Radical         | Député             |
| 1907                                     | 1908    | Antoine Siger (assassiné)                              | Radical         | ...                |
| 1908                                     | 1919    | Victor Sévère                                          | Radical         | Député             |
| 1919                                     | 1924    | Louis Saint-Cyr                                        | ...             | ...                |
| 1924                                     | 1941    | Victor Sévère                                          | Radical         | Député             |
| 1941                                     | 1943    | Jean de Laguarigue (administration de l'amiral Robert) | Régime de Vichy | ...                |
| 1943                                     | 1943    | Étienne Montestruc (administration de l'amiral Robert) | Régime de Vichy | ...                |
| 1943                                     | 1945    | Victor Sévère                                          | Radical         | ...                |
| Les données manquantes sont à compléter. |         |                                                        |                 |                    |

### Depuis 1945
Depuis l'après-guerre, quatre maires se sont succédé à la tête de la commune.
| Période      | Période                  | Identité                     | Étiquette   | Qualité |
| ------------ | ------------------------ | ---------------------------- | ----------- | --- |
| 27 mai 1945  | 19 mars 2001             | Aimé Césaire                 | PC puis PPM | Écrivain Député de la Martinique (1945 → 1958) Député de la 2e circonscription de la Martinique (1958 → 1986) Député de la Martinique (1986 → 1988, élu au scrutin proportionnel) Député de la 3e circonscription de la Martinique (1988 → 1993) Conseiller général du canton de Fort-de-France-4 (1955 → 1970) Président du conseil régional de la Martinique (1983 → 1986)        |
| 19 mars 2001 | 26 mars 2010 (démission) | Serge Letchimy               | PPM         | Urbaniste Conseiller général du canton de Fort-de-France-6 (1992 → 2004) Conseiller régional de la Martinique (2004 puis 2010 → 2015) Député de la 3e circonscription de la Martinique (2007 → 2021) Président du Conseil régional de la Martinique (2010 → 2015) Président de la CA du Centre de la Martinique (2001 → 2008) Président du Conseil exécutif de Martinique (2021 → ) |
| 7 avril 2010 | 29 mars 2014             | Raymond Saint-Louis-Augustin | PPM         | Enseignant |
| 29 mars 2014 | en cours                 | Didier Laguerre              | PPM         | Professeur de physique Conseiller régional de la Martinique (2010 → 2015) Vice-président du conseil régional de la Martinique (2010 → 2015) 1er vice-président de la CA du Centre de la Martinique (2014 → ) Suppléant du député Serge Letchimy (2017 → 2021) Réélu pour le mandat 2020-2026                                                                                        |

## Conseil municipal

### Mandature actuelle 2020-2026
Les 53 sièges composant le conseil municipal de Fort-de-France ont été pourvus lors du premier tour de scrutin le 15 mars 2020. Actuellement, il est réparti comme suit :
|                                                          |                                  |                          |              |              |        |        |  |  |  |
| Tête de liste                                            | Tête de liste                    | Liste                    | Premier tour | Premier tour | Sièges | Sièges |  |  |  |
| Tête de liste                                            | Tête de liste                    | Liste                    | Voix         | %            | CM     | CC     |  |  |  |
|                                                          | Didier Laguerre                  | PPM                      | 9 714        | 67,44        | 46     | 24     |  |  |  |
| Liste des démocrates et progressistes                    |                                  |                          | 9 714        | 67,44        | 46     | 24     |  |  |  |
|                                                          | Francis Carole                   | Palima                   | 2 673        | 18,55        | 5      | 3      |  |  |  |
| Fok sa chanje Fodfwans                                   |                                  |                          | 2 673        | 18,55        | 5      | 3      |  |  |  |
|                                                          | Nathalie Jos                     | Péyi-A                   | 1 220        | 8,47         | 2      | 1      |  |  |  |
| Lyannaj'pou lévé Fodfwans                                |                                  |                          | 1 220        | 8,47         | 2      | 1      |  |  |  |
|                                                          | Miguel Laventure                 | FMP                      | 581          | 4,03         | 0      | 0      |  |  |  |
| Fort-de-France : le sursaut                              |                                  |                          | 581          | 4,03         | 0      | 0      |  |  |  |
|                                                          | Marie-Hellen Marthe-dite-Surelly | CO                       | 215          | 1,49         | 0      | 0      |  |  |  |
| Combat ouvrier - Faire entendre le camp des travailleurs |                                  |                          | 215          | 1,49         | 0      | 0      |  |  |  |
|                                                          |                                  |                          |              |              |        |        |  |  |  |
| Votes valides                                            | Votes valides                    | Votes valides            | 14 403       | 94,70        |        |        |  |  |  |
| Votes blancs                                             | Votes blancs                     | Votes blancs             | 366          | 2,41         |        |        |  |  |  |
| Votes nuls                                               | Votes nuls                       | Votes nuls               | 440          | 2,89         |        |        |  |  |  |
| Total                                                    | Total                            | Total                    | 15 209       | 100          | 53     | 28     |  |  |  |
| Abstention                                               | Abstention                       | Abstention               | 45 601       | 74,99        |        |        |  |  |  |
| Inscrits / participation                                 | Inscrits / participation         | Inscrits / participation | 60 810       | 25,01        |        |        |  |  |  |

### Mandature 2014-2020

Composition du conseil municipal pour la mandature 2014-2020
Parti progressiste martiniquais
Mouvement indépendantiste martiniquais
Forces martiniquaises de progrès

## Élus

### Mandature 2020-2026
Le conseil municipal compte à l'heure actuelle vingt adjoints.
|     | Identité          | Attributions |     | Identité                     | Attributions                                                                       |
| --- | ----------------- | --- | --- | ---------------------------- | ---------------------------------------------------------------------------------- |
| 1er | Yvon Pacquit      | Lutte contre l’habitat indigne | 11e | Alain Alfred                 | Numérique                                                                          |
| 2e  | Annie Chandey     | Mémoire et à la Transmission, Culture, Déléguée au Carnaval, École primaire Eugène Revert                                                                           | 12e | Pauline Dondon               | Aînés, École maternelle De Briand Les Roses, École primaire de De Briand           |
| 3e  | Johnny Hajjar     | École primaire de Crozanville et Émilie Fordant | 13e | Alfred Toussaint             | École maternelle Ravine Vilaine Pipiris Chantant, École primaire de Rivière l’or   |
| 4e  | Patricia Lidar    | École maternelle de Castel des Rochers Les Alamandas | 14e | Jacqueline Miram-Marthe-Rose | État Civil et aux Affaires Funéraires                                              |
| 5e  | Claude Joseph     | Propreté et au cadre de vie, École maternelle et primaire de Tivoli                                                                                                 | 15e | Miguel Delinde               | Innovation et aux nouvelles activités économiques, École maternelle de Trénelle    |
| 6e  | Patricia Roselmac | Structuration associative, Projet de ville, École maternelle et primaire de l’Ermitage                                                                              | 16e | Magali Gautry                | Mécénat, Sponsoring, Partenariats, École maternelle Redoute A Redoute B Zwel       |
| 7e  | Frantz Thodiard   | GIP, Grands projets d’aménagements, École primaire de Plateau Didier                                                                                                | 17e | Jean-Marc Alexandre          | Habitat et Rénovation du bâti dégradé                                              |
| 8e  | Claude Formont    | Petite Enfance & École maternelle de la Pointe des nègres | 18e | Félixe Savariama             | Exclusion, Errance, École maternelle Renéville, École primaire de Sainte-Thérèse B |
| 9e  | Steeve Moreau     | Sécurité et à la Tranquillité Publique, Indivision, Régularisation des titres, Gestion des délaissés, École primaire de Rive droite, École maternelle de Pont Viard | 19e | Raphaël Seminor              | Gestion des grands événements, École primaire des Terres Sainville A               |
| 10e | Eliane Chalono    | - | 20e | Elvire Hannibal-Cyrille      | Santé, École maternelle Morne Calebasse Ravenala                                   |

### Mandature 2014-2020
|     | Identité           | Attributions                                        |     | Identité            | Attributions                                         |
| --- | ------------------ | --------------------------------------------------- | --- | ------------------- | ---------------------------------------------------- |
| 1er | Yvon Pacquit       | -                                                   | 11e | Eliane Chalono      | Enfance, famille et éducation                        |
| 2e  | Élisabeth Landi    | Culture, valorisation du patrimoine et attractivité | 12e | Anne-Marie Kamatchy | Valorisation et exploitation du domaine privé/public |
| 3e  | Patricia Lidar     | Sécurité et conditions de travail                   | 13e | Claude Joseph       | -                                                    |
| 4e  | Johnny Hajjar      | -                                                   | 14e | Emma Lebeau         | -                                                    |
| 5e  | Patricia Roselmac  | Vie des quartiers                                   | 15e | Joseph Baltide      | Solidarité, sport et santé                           |
| 6e  | Frantz Thodiard    | Urbanisme, aménagement et habitat                   | 16e | Patrick Honoré      | -                                                    |
| 7e  | Catherine Conconne | -                                                   | 17e | Arlette Suzanne     | -                                                    |
| 8e  | Steeve Moreau      | -                                                   | 18e | Miguel Delinde      | -                                                    |
| 9e  | Annie Chandey      | -                                                   | 19e | Alfred Toussaint    | -                                                    |
| 10e | Alain Alfred       | -                                                   | 20e | Félixe Savariama    | -                                                    |

## Résultats des dernières élections municipales
Fort-de-France est un bastion du Parti progressiste martiniquais (PPM), parti politique créé en 1958 par Aimé Césaire alors maire de la ville. La commune vote ainsi traditionnellement à gauche.

### Élection municipale de 2014
|                | Didier Laguerre          | PPM             | 12 839 | 51,89  | 42 | 21 |  |  |
|                | Francis Carole           | PALIMA-MIM-CNCP | 8 403  | 33,96  | 10 | 6  |  |  |
|                | Miguel Laventure         | FMP-UDI         | 1 649  | 6,66   | 1  | 1  |  |  |
|                | Ghislaine Joachim-Arnaud | CO (EXG)        | 947    | 3,82   |    |    |  |  |
|                | Gabriel Lagrandcourt     | UMP-MoDem-PRM   | 900    | 3,63   |    |    |  |  |
|                |                          |                 |        |        |    |    |  |  |
| Inscrits       | Inscrits                 | Inscrits        | 65 011 | 100,00 |    |    |  |  |
| Abstentions    | Abstentions              | Abstentions     | 38 316 | 58,94  |    |    |  |  |
| Votants        | Votants                  | Votants         | 26 695 | 41,06  |    |    |  |  |
| Blancs et nuls | Blancs et nuls           | Blancs et nuls  | 1 957  | 7,33   |    |    |  |  |
| Exprimés       | Exprimés                 | Exprimés        | 24 738 | 92,67  |    |    |  |  |